# Agostino Casaroli
Agostino Casaroli (Castel San Giovanni, 1914. november 24. – Róma, 1998. június 9.) az Apostoli Szentszék diplomatája, bíboros államtitkár, a legmeghatározóbb személy a Vatikán erőfeszítései mögött, hogy a II. vatikáni zsinatot követően kezelje az egyházüldözés problémáját a szovjet blokk országaiban.

## Pályafutása
Casaroli Castel San Giovanniban (Piacenza tartomány, Olaszország) született egy szegény család gyermekeként. Az apja szabó volt Piacenzában. Tanulmányait a piacenzai Collegio Alberoniban és a bediniai püspöki szemináriumban folytatta, pappá szentelését követően (1937) Rómába ment, hogy a Pápai Egyházi Akadémián vatikáni diplomáciát tanuljon. Végül a Lateráni Pápai Egyetemen szerzett kánonjogi laureátust 1939-ben.

### Papi pályája
1937. május 27-én szentelték pappá. 1940-től az Államtitkárság szolgálatában állt, a Rendkívüli Egyházi Ügyek Kongregációjánál, levéltárosi beosztásban. Eközben 1943-tól lelkipásztori szolgálatot is végzett a római egyházmegyében. 1947-ben részt vett a Nemzetközi Szervezetek Olaszországi Társaságának továbbképző tanfolyamán. Az államtitkárságon, fogalmazói beosztásban különösen Latin-Amerikára szakosodott, ahová néhány hivatalos utazást is tett.
1955-ben Rio de Janeiróba kísérte Adeodato Giovanni Piazza bíborost a latin-amerikai püspökök első konferenciájára, melynek előkészítésén Rómában dolgozott.
1958 decemberében rendkívüli pápai követként Spanyolországba utazott, hogy átadja a bíborosi piros kalapot Bueno y Monreal sevillai bíboros érseknek, XXIII. János pápa megbízásából. 1958 és 1961 között diplomáciai stílust tanított a Pápai Egyházi Akadémián. 1961. február 24-én kinevezik a Rendkívüli Egyházi Ügyek Kongregációjának titkárhelyettesévé. 1964-ben ő képviselte a Szentszéket a Katolikus Egyház jelenlétéről szóló Tunéziával kötött modus vivendi megállapodás ratifikált okmányainak kicserélésénél. 1964. szeptember 15-én Budapesten aláírója volt a Szentszék és Magyarország közötti részleges megállapodásnak. 1965 februárjában tárgyalásokat folytatott a csehszlovákiai kommunista kormánnyal František Tomášek kinevezéséről a Prágai főegyházmegye sede plena adminisztrátorává. 1967. június 29-én kinevezték a Rendkívüli Egyházi Ügyek Kongregációjának titkárává.
A II. vatikáni zsinatot követő időszakban hírnévre tett szert mint magasan képzett diplomata, aki az Egyházzal ellenséges rezsimekkel is képes volt tárgyalni. 1975. július 30-tól augusztus 1-ig a pápa rendkívüli követeként részt vett Helsinkiben az Európai Biztonsági és Együttműködési Értekezlet befejező szakaszán, és aláírta a záró dokumentumot.

### Bíboros
1977-ben nem kreálták bíborossá, és a várakozások ellenére erre már nem is került sor VI. Pál életében, ezáltal bár esélyesnek számított volna, nem vehetett részt a konklávén. II. János Pál pápa első konzisztóriumán kreálta a Tizenkét Szent Apostol-templom bíborosává 1979-ben, ugyanebben az évben kinevezték államtitkárrá. Bár kevésbé tekintették konzervatívnak, mint bárkit II. János Pál környezetéből, diplomáciai tehetsége miatt Wojtyła mégis pótolhatatlannak látta a Szovjetunióval való küzdelemben.

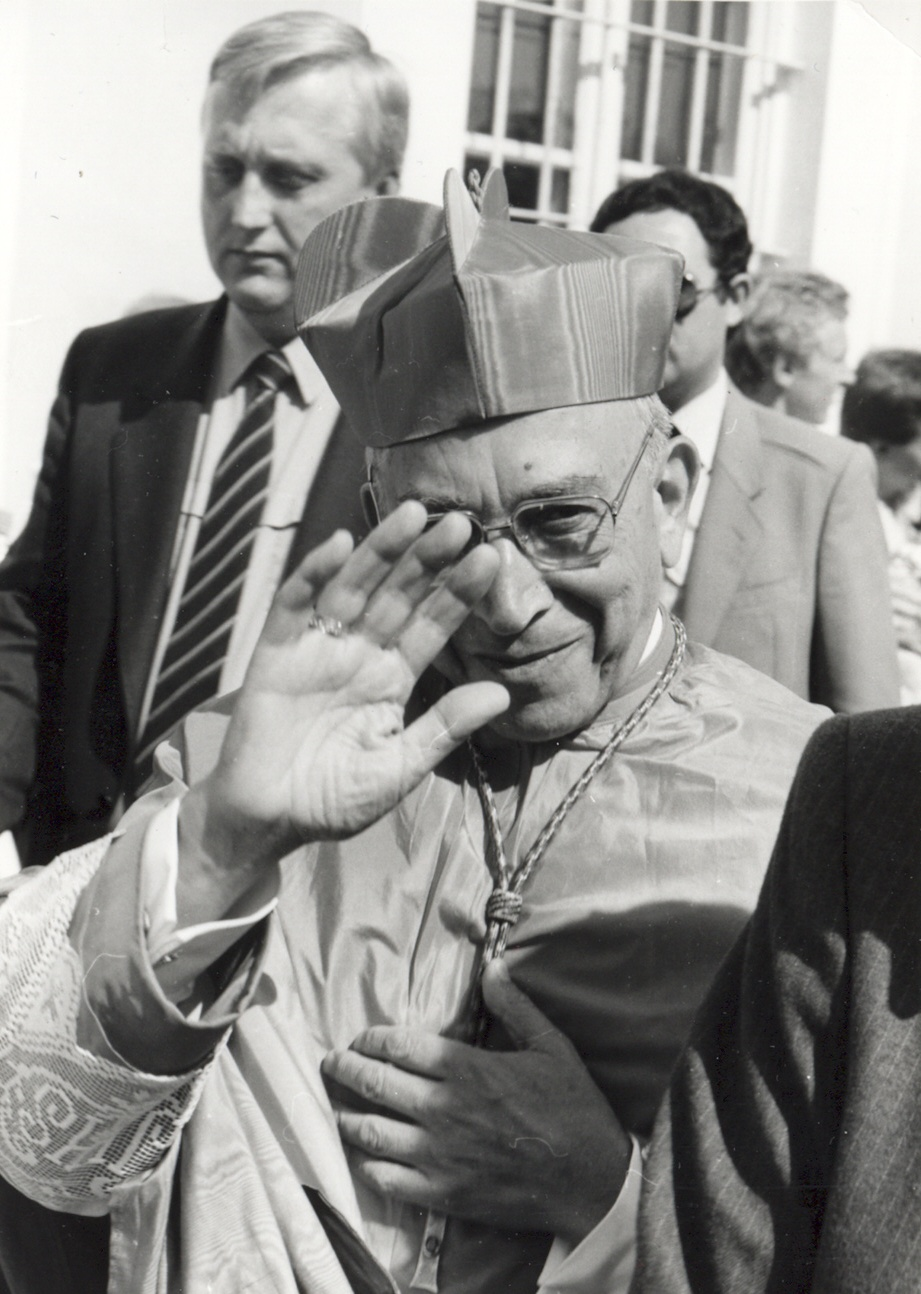
Casaroli 1985-ben a csehszlovákiai Velehradban

1985-ben megkapta a Porto-Sana Rufina-i címegyházmegyét, de megtarthatta címtemplomát. 1990-ben II. János Pál elfogadta az államtitkárságról való lemondását, amelyet hetvenötödik életéve betöltésekor nyújtott be. Utóda Angelo Sodano bíboros lett. 1993-tól a Bíborosi Kollégium dékán-helyettese, egészen 1998-ban szív- és érrendszeri betegségben bekövetkezett haláláig.
2010 novemberében Mehmet Ali Ağca azt állította, Casaroli állt az 1981-es II. János Pál elleni merénylet hátterében.

## Nézetei

### Viszonyulása a kommunizmushoz
Az általa aláírt megállapodások Magyarországgal 1964-ben és Jugoszláviával 1966-ban jelentették az első alkalmat, a Szentszék részéről a kommunista rezsimek felé való nyitásban. Miközben fenyegető ellenségként tekintett a kommunizmusra – ahogy az emlékirataiból is egyértelműen kitűnik –, figyelemre méltó diplomáciai készségének köszönhetően képes volt ellenérzését tökéletesen leplezni.

### Pierre Teilhard de Chardin
1981-ben, Pierre Teilhard de Chardin születésének 100. évfordulóján találgatások merültek fel a francia jezsuita pap, filozófus-paleontológus lehetséges rehabilitálását illetően. Ennek alapjául egy Casaroli bíboros által a L’Osservatore Romano vatikáni hivatalos napilapban publikált levél volt, amelyben méltatta a tudós kutatásainak jelentőségét, akárcsak „ragyogó személyiségét és gondolkodása gazdagságát”. Casaroli úgy vélte, Teilhard megelőzte II. János Pál felhívását, mely szerint „ne féljünk szélesre tárni Krisztusra a kultúra, civilizáció és haladás mérhetetlen területeinek kapuját”.

## Magyarul megjelent művei
- A türelem vértanúsága. A Szentszék és a kommunista államok, 1963–1989; bev. Achille Silvestrini, szerk. Carlo Felice Casula, Giovanni Maria Vian, ford. Szerdahelyi Csongor; Szt. István Társulat, Bp., 2001